# Индийская авдотка
Индийская авдотка (Burhinus indicus) — птица из семейства авдотковых.
Ранее вид рассматривался как подвид Burhinus oedicnemus, но индийская популяция отличалась окраской оперения и оседлым образом жизни. В 2005 году Памела Расмуссен предложила поднять таксон до уровня вида.
Вид распространён в Южной и Юго-Восточной Азии. Обитает в просторных сухих лиственных лесах и редколесьях, зарослях кустарников, на каменистых склонах.
Птица длиной до 41 см. Окраска коричневая с песчаными полосами. Окологлазное кольцо кремового цвета. Глаза большие, жёлтого цвета. В состоянии покоя на крыле видна широкая бледную полосу.
Встречается в сухих лиственных лесах и терновых лесах, на берегах рек, рощах и даже садах. Питается насекомыми, червями, мелкими позвоночными, иногда семенами. Сезон размножения приходится на март и апрель. Яйца откладывает прямо на землю, часто среди камней. В кладке 2—3 яйца. Насиживает самка. В это время самец ее охраняет.